# All I Want (álbum de Tim McGraw)
All I Want es el tercer álbum de estudio del cantante de música country estadounidense Tim McGraw. Lanzado el 19 de septiembre de 1995 a través de la discográfica independiente Curb Records. El álbum vendió más de dos millones de copias, alcanzó el top 5 en el Billboard 200 y el top 1 en el Top Country Albums. Ha sido certificado como disco de platino 3 veces por la RIAA. Los sencillos del álbum fueron, por orden de lanzamiento: "I Like It, I Love It", "Can't Be Really Gone", "All I Want Is a Life", "She Never Lets It Go to Her Heart" y "Maybe We Should Just Sleep On It". Respectivamente, estos alcanzaron el N.º 1, N.º 2, N.º 5, número 1 y número 4 en las listas Billboard Hot Country Songs. Este fue el último álbum de Tim en tener un sonido country neotradicional antes  de desarrollar un sonido country pop más amigable con el crossover.

## Lista de canciones
| CD  |                                         |          |  |
| N.º | Título                                  | Duración |  |
| 1.  | «All I Want Is A Life»                  | 3:31     |  |
| 2.  | «She Never Lets It Go To Her Heart»     | 3:02     |  |
| 3.  | «Can't Be Really Gone»                  | 3:20     |  |
| 4.  | «Maybe We Should Just Sleep On It»      | 3:55     |  |
| 5.  | «I Didn't Ask And She Did't Say»        | 4:02     |  |
| 6.  | «Renegade»                              | 2:59     |  |
| 7.  | «I Like It, I Love It»                  | 3:24     |  |
| 8.  | «The Great Divide»                      | 3:15     |  |
| 9.  | «You Got The Wrong Man»                 | 3:18     |  |
| 10. | «Don't Mention Memphis»                 | 3:00     |  |
| 11. | «When She Wakes Up (And Finds Me Gone)» | 5:13     |  |
| 12. | «That's Just Me»                        | 3:13     |  |